# أوتو أكيسون
إرنست أوتو أكيسون Ernst Otto Åkesson (14 أكتوبر 1872 في فييبوري - 29 نوفمبر 1939) كان محاميًا وسياسيًا فنلنديًا . شغل منصب وزير العدل في فنلندا من 14 نوفمبر 1922 إلى 21 ديسمبر 1923  وكان عضوًا في البرلمان الفنلندي، ممثلاً حزب الشعب السويدي الفنلندي (SFP) من عام 1917 إلى عام 1919 وحزب الوسط االفنلندي من عام 1922 إلى عام 1924. 